# Musikjahr 1933
Liste der Musikjahre

◄◄ | ◄ | 1929 | 1930 | 1931 | 1932 | Musikjahr 1933 | 1934 | 1935 | 1936 | 1937 | ► | ►►

Weitere Ereignisse · Country-Musik
Dieser Artikel behandelt das Musikjahr 1933.

Blue Moon von Glen Gray & Casa Loma Orchestra ist die erste kommerziell erfolgreiche Schallplattenaufnahme des Liedes von Richard Rodgers (Musik) und Lorenz Hart (Text) aus dem Jahr 1933.

## Ereignisse
- 23. Januar: Béla Bartóks 2. Klavierkonzert wird in Frankfurt uraufgeführt.
- 11. Februar: Thomas Mann beginnt eine Auslandsvortragsreise zum Thema Leiden und Größe Richard Wagners; er wird erst nach 1945 erstmals wieder nach Deutschland kommen.
- 06. März: Nicolas Slonimsky dirigiert die Weltpremiere von Edgard Varèses Ionisation in der Carnegie Hall in New York City.
- 12. Juni: Florence Prices Sinfonie e-Moll wird vom Chicago Symphony Orchestra uraufgeführt, die erste Komposition einer Afroamerikanerin, die von einem großen Orchester gespielt wird.
- 18. August: Auf der Berliner Funkausstellung wird der Volksempfänger vorgestellt.
- 00. Juni: Der Nr. 1 Rhythm Club, ein Jazzclub, wird in der Regent Street in London eröffnet.
- 28. September: Die Staatlich genehmigte Gesellschaft zur Verwertung musikalischer Urheberrechte (STAGMA), im Jahr 1947 in Gesellschaft für musikalische Aufführungs- und mechanische Vervielfältigungsrechte (GEMA) umbenannt, erhält in Deutschland das Monopol zur Wahrnehmung von Musikaufführungsrechten.
- Georges Bizets Sinfonie in C-Dur wird in der Bibliothek des Conservatoire de Paris wiederentdeckt.
- Perry Como beginnt in Ohio mit dem Freddie Carlone Orchestra zu singen.
- John Serry, Sr. tritt als erster Akkordeonsolist auf der Bühne der Radio City Music Hall auf.
- Die Kasseler Musiktage werden erstmals veranstaltet.
- Die National Association for American Composers and Conductors wird von Henry Hadley gegründet.
- John und Alan Lomax unternehmen eine erste Expedition durch den Süden der USA, um authentische Folk- und Blues-Aufnahmen zu machen.

### Instrumentalmusik
- 15. Oktober: Uraufführung des 1. Klavierkonzerts von Dmitri Schostakowitsch im Großen Saal der Leningrader Philharmonie unter der Leitung von Fritz Stiedry.
- Juhan Aavik: Püha Hiis [Heiliger Hain], sinfonische Dichtung[1]
- Paul Graener: Marien-Kantate für Soli, Chor und Orchester op. 99
- Gustav Holst: Lyric Movement
- Charles Ives: Bernard Herrmann dirigiert den 3. Satz der 4. Sinfonie in eigener Instrumentierung. Uraufführung der kompletten Sinfonie 1965
- Maurice Ravel: Don Quichotte à Dulcinée, Liederzyklus für Bariton und Orchester nach Texten von Paul Morand
- Ottorino Respighi: Concerto a cinque für Oboe, Trompete, Violine, Kontrabass, Klavier und Streicherensemble
- Sergei Sergejewitsch Prokofjew: Suite aus Am Dnjepr, op. 51; Sinfonischer Gesang, op. 57, unveröffentlicht.
- Ralph Vaughan Williams: The Running Set (Orchesterwerk)

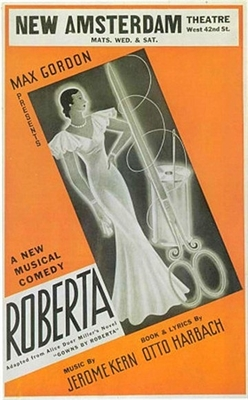
Musical Roberta – Poster der Broadway-Produktion (1933)

### Musiktheater
- 04. Januar: Uraufführung der Operette Die Männer sind mal so von Walter Kollo am Schillertheater Berlin.
- 20. Januar: Uraufführung des Musicals Pardon My English von George Gershwin im Majestic Theatre in New York City.
- 03. Februar: Uraufführung der Oper Gevatterin Tod von Rudolf Karel am Landestheater in Brünn (Komponiert 1932).
- 03. Mai: Uraufführung der französischen Version und Neufassung der Operette Frasquita von Franz Lehár in der Opéra-Comique in Paris.
- 20. Mai: Die Oper Merry Mount von Howard Hanson nach Nathaniel Hawthornes Werk The Maypole of Merry Mount wird in Ann Arbor uraufgeführt.
- 24. Mai: Die Uraufführung des musikalischen Lustspiels Bezauberndes Fräulein von Ralph Benatzky erfolgt am Deutschen Volkstheater in Wien. Vorlage dazu ist der französische Schwank La petite Chocolatière von Paul Gavaults.
- 07. Juni: Am Théâtre des Champs-Élysées in Paris wird das Ballett mit Gesang Die sieben Todsünden von Bertolt Brecht (Libretto), Kurt Weill (Musik) und George Balanchine (Choreographie) mit Lotte Lenya und Tilly Losch in den Hauptrollen uraufgeführt.
- 01. Juli: Uraufführung der Oper Arabella von Richard Strauss an der Dresdner Staatsoper.
- 30. September: Die Uraufführung der Operette Zwei Herzen im Dreivierteltakt von Robert Stolz findet in Zürich statt. Das Libretto stammt von Paul Knepler, Ignaz Michael Welleminsky und Robert Gilbert. Es beruht auf dem Drehbuch zum gleichnamigen Film aus dem Jahr 1930 von Walter Reisch und Franz Schulz.
- 21. Oktober: Uraufführung des Musicals Let ’Em Eat Cake von George Gershwin im Imperial Theatre in New York City.
- 18. November: Uraufführung des Musicals Roberta von Jerome Kern (Musik) und Otto Harbach (Liedtexte und Buch) im New Amsterdam Theatre in New York City.
- 23. Dezember: Am Theater am Nollendorfplatz in Berlin wird die Operette Clivia von Nico Dostal auf das Libretto von Charles Amberg uraufgeführt. Sie gilt als das erfolgreichste Werk des Komponisten.

Weitere Bühnenwerksuraufführungen 1933
- Walter Kollo: Lieber reich aber glücklich (Operette) (Uraufführung Komödienhaus, Berlin)
- Eduard Künneke: Die lockende Flamme (Singspiel)
- Ralph Benatzky: Deux sous de fleurs (Operette) Uraufführung in Paris
- Werner Richard Heymann: Dame Nr. 1 rechts (Operette) Uraufführung in Wien

### Filmmusik
- 02. März: Der Spielfilm King Kong und die weiße Frau der RKO Pictures von Merian C. Cooper und Ernest B. Schoedsack, mit Fay Wray in der Hauptrolle, hat seine Premiere in New York City. Am Drehbuch des ersten King-Kong-Films hat unter anderem Edgar Wallace mitgearbeitet. Die Filmmusik stammt von Max Steiner und Bernhard Kaun. King Kong ist der erste Tonfilm, in dem auch Dialogszenen mit Musik unterlegt werden. Max Steiner wird daher häufig als Vater der Filmmusik bezeichnet.
- Eduard Künneke: Drei blaue Jungs – ein blondes Mädel; Es gibt nur eine Liebe; Der Page vom Dalmasse-Hotel; Glückliche Reise; Des jungen Dessauers große Liebe; Tambour battant
- Robert Stolz: Was Frauen träumen
- Ralph Benatzky: Die Blume von Hawaii nicht zu verwechseln mit der gleichnamigen früheren Operette von Paul Abraham.
- Franz Grothe: Salon Dora Green; Keine Angst vor Liebe;  Moral und Liebe
- Werner Richard Heymann: Saison in Kairo

### Chormusik
- Evald Aav: Laulu vöim [Die Macht des Liedes] für Männerchor, Text: Juhan Liiv[2]

### Vokalmusik
- Evald Aav: Mu suvi [Mein Sommer], Lied, Text: Mart Lekstein (1886–1939)[2]
- Juhan Aavik: Hoija Jumal Eesti [Gott bewahre Estland] für gemischten Chor, Text: L. Raudkepp[1]

## Lehrwerke
- Thorvald Aagaard: Violinschule, Wilhelm Hansen, Kopenhagen/Leipzig[3]OCLC 472850267

## Neuveröffentlichungen (Auswahl)

### Lieder und Kompositionen
| Lied                      | Text          | Musik           | Erstinterpret             | Label     | Veröffentlichung | Genre     | Weitere Informationen                         |
| ------------------------- | ------------- | --------------- | ------------------------- | --------- | ---------------- | --------- | --------------------------------------------- |
| Blue Moon                 | Lorenz Hart   | Richard Rodgers | Connee Boswell, Al Bowlly |           | 1933             | Jazz      | Jazzstandard                                  |
| Ein Lied geht um die Welt | Ernst Neubach | Hans May        | Joseph Schmidt            |           | 1933             | Schlager  | Titellied des Films Ein Lied geht um die Welt |
| Smoke Gets in Your Eyes   | Otto Harbach  | Jerome Kern     | Gertrude Niesen           | Victor    | 13. Oktober 1933 | Pop       | für das Musical Roberta komponiert            |
| Yesterdays                | Otto Harbach  | Jerome Kern     | Leo Reisman               | Brunswick | 9. November 1933 | Pop, Jazz |                                               |

## Geboren

### Januar
- 02. Januar: Isao Suzuki, japanischer Jazzmusiker († 2022)
- 02. Januar: Jackie Williams, US-amerikanischer Jazzmusiker († 2023)
- 07. Januar: Lee Evans, US-amerikanischer Jazz- und Unterhaltungsmusiker (Piano) und Arrangeur († 2023)
- 07. Januar: Wladimir Petrowitsch Ferapontow, sowjetischer bzw. russischer Schauspieler, Synchronsprecher, Sänger und Synchronregisseur († 2008)
- 10. Januar: Akira Miyoshi, japanischer Komponist († 2013)
- 16. Januar: Armin Ude, deutscher Opernsänger und Hochschullehrer († 2015)

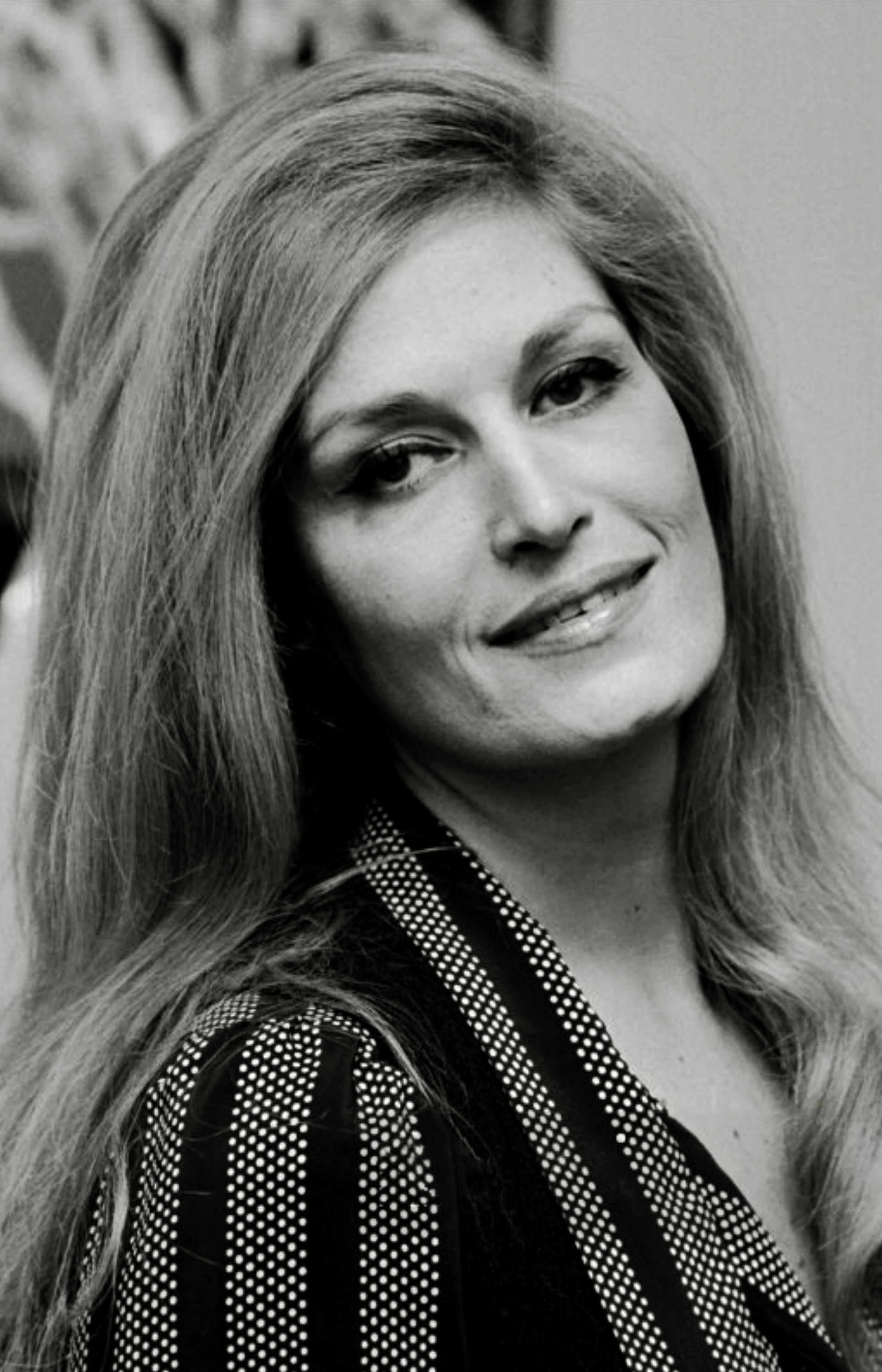
Dalida; * 17. Januar

- 17. Januar: Dalida, französische Sängerin und Schauspielerin († 1987)
- 20. Januar: Earl Grant, US-amerikanischer Sänger und Gitarrist († 1970)
- 23. Januar: Chita Rivera, US-amerikanische Schauspielerin und Tänzerin († 2024)
- 23. Januar: Joel Spiegelman, US-amerikanischer Komponist
- 24. Januar: Nico Fidenco, italienischer Sänger und Komponist († 2022)
- 24. Januar: Johannes Fischer, deutscher Kirchenmusiker und Komponist († 2005)
- 26. Januar: Rubens Bassini, brasilianischer Perkussionist († 1985)
- 26. Januar: Andreas Hauff, österreichischer Sänger und Texter († 2021)
- 26. Januar: Hans Petermandl, österreichischer Pianist
- 28. Januar: Helena Tattermuschová, tschechoslowakische Opernsängerin († 2025)
- 28. Januar: Dieter Wellmann, deutscher Kirchenmusiker und Komponist († 2025)
- 29. Januar: Sacha Distel, französischer Chansonnier und Komponist († 2004)

### Februar
- 01. Februar: Buddhadev Das Gupta, indischer Musiker († 2018)
- 01. Februar: Sadao Watanabe, japanischer Jazz-Saxophonist
- 02. Februar: Orlando López, kubanischer Musiker († 2009)
- 03. Februar: Varetta Dillard, US-amerikanische Rhythm-and-Blues-Sängerin († 1993)
- 03. Februar: John Edmondson, US-amerikanischer Komponist († 2016)
- 03. Februar: John Handy, US-amerikanischer Jazzsaxophonist
- 04. Februar: Toshi Ichiyanagi, japanischer Komponist († 2022)
- 07. Februar: Stuart Burrows, britischer Opernsänger († 2025)
- 08. Februar: Elly Ameling, niederländische Sopranistin
- 11. Februar: Chad Morgan, australischer Country-Sänger und Gitarrist († 2025)
- 15. Februar: Octavian Lazăr Cosma, rumänischer Musikwissenschaftler
- 15. Februar: Wiktor Pikaisen, russischer Geiger und Musikpädagoge († 2023)

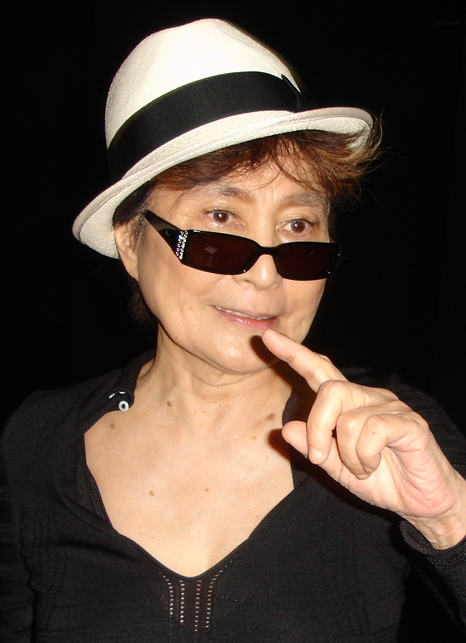
Yoko Ono; * 18. Februar

- 18. Februar: Yoko Ono, japanisch-amerikanische Künstlerin, Filmemacherin, Experimentalkomponistin und Sängerin
- 20. Februar: Charles Kynard, US-amerikanischer Kirchenorganist und Hammond-Orgel-Spieler († 1979)

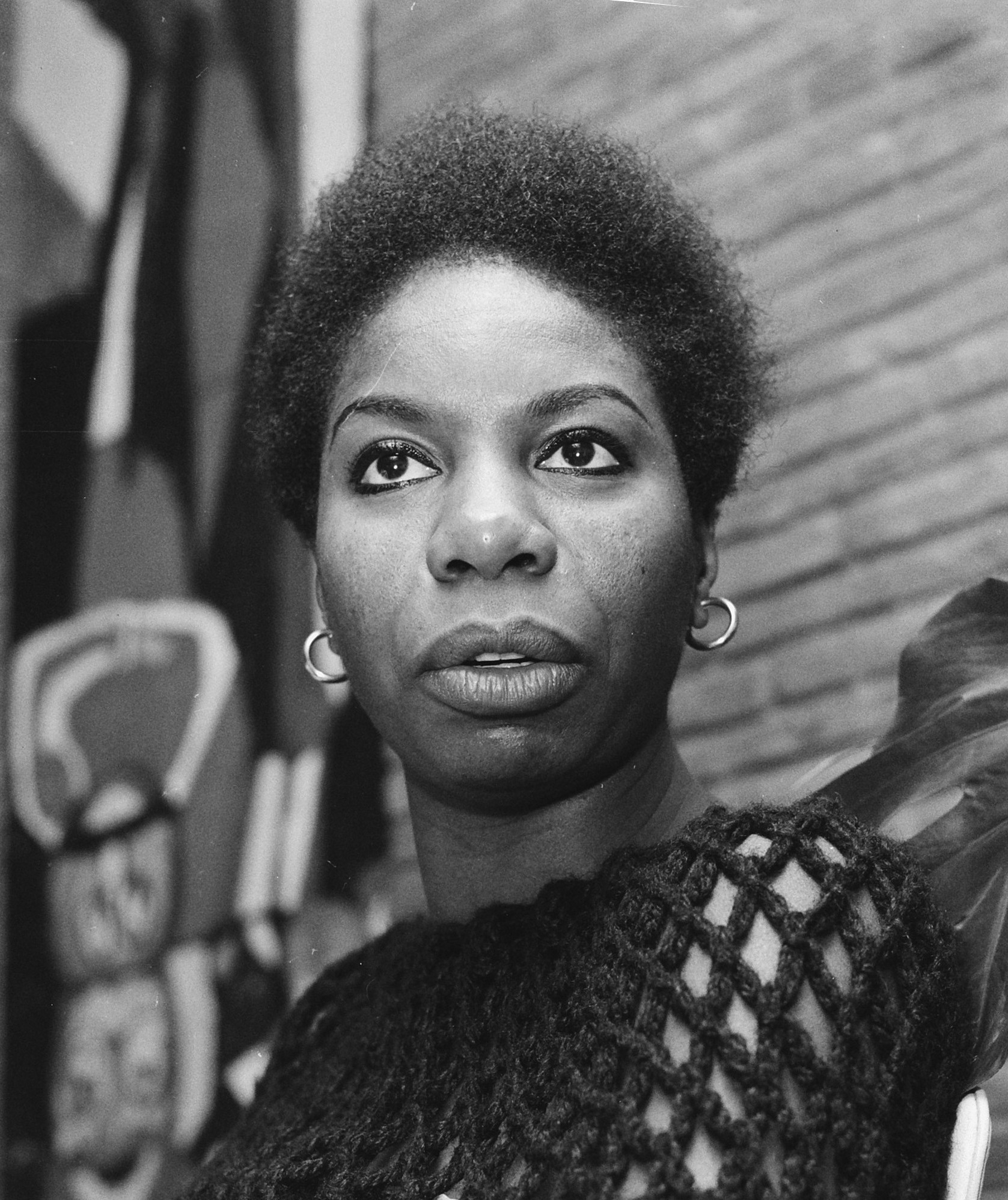
Nina Simone; * 21. Februar

- 21. Februar: Nina Simone, Jazz- und Bluessängerin, Pianistin und Songschreiberin († 2003)
- 22. Februar: Peter Rohland, deutscher Liedermacher und Sänger († 1966)
- 26. Februar: María Victoria, mexikanische Sängerin
- 27. Februar: Marek Mietelski, polnischer Pianist und Musikpädagoge
- 28. Februar: Paulos Raptis, griechisch-polnischer Opernsänger († 2021)

### März
- 01. März: Gaston Germain, kanadischer Sänger und Musikpädagoge († 2015)
- 01. März: István Láng, ungarischer Komponist († 2023)
- 03. März: Marco Antonio Muñiz, mexikanischer Sänger
- 04. März: Ann Burton, niederländische Jazzsängerin († 1989)
- 09. März: Artt Frank, US-amerikanischer Jazzmusiker und Autor († 2024)
- 09. März: William Francis McBeth, US-amerikanischer Komponist und Dirigent († 2012)
- 11. März: Vasile Mucea, Violinist und Sänger rumänischer Volksmusik aus der Bukowina († 2011)
- 11. März: Roman Suchecki, polnischer Cellist und Musikpädagoge († 2003)
- 13. März: Rüdiger Rüfer, deutscher Komponist für Elektroakustische Musik
- 13. März: Mike Stoller, US-amerikanischer Songwriter und Musikproduzent

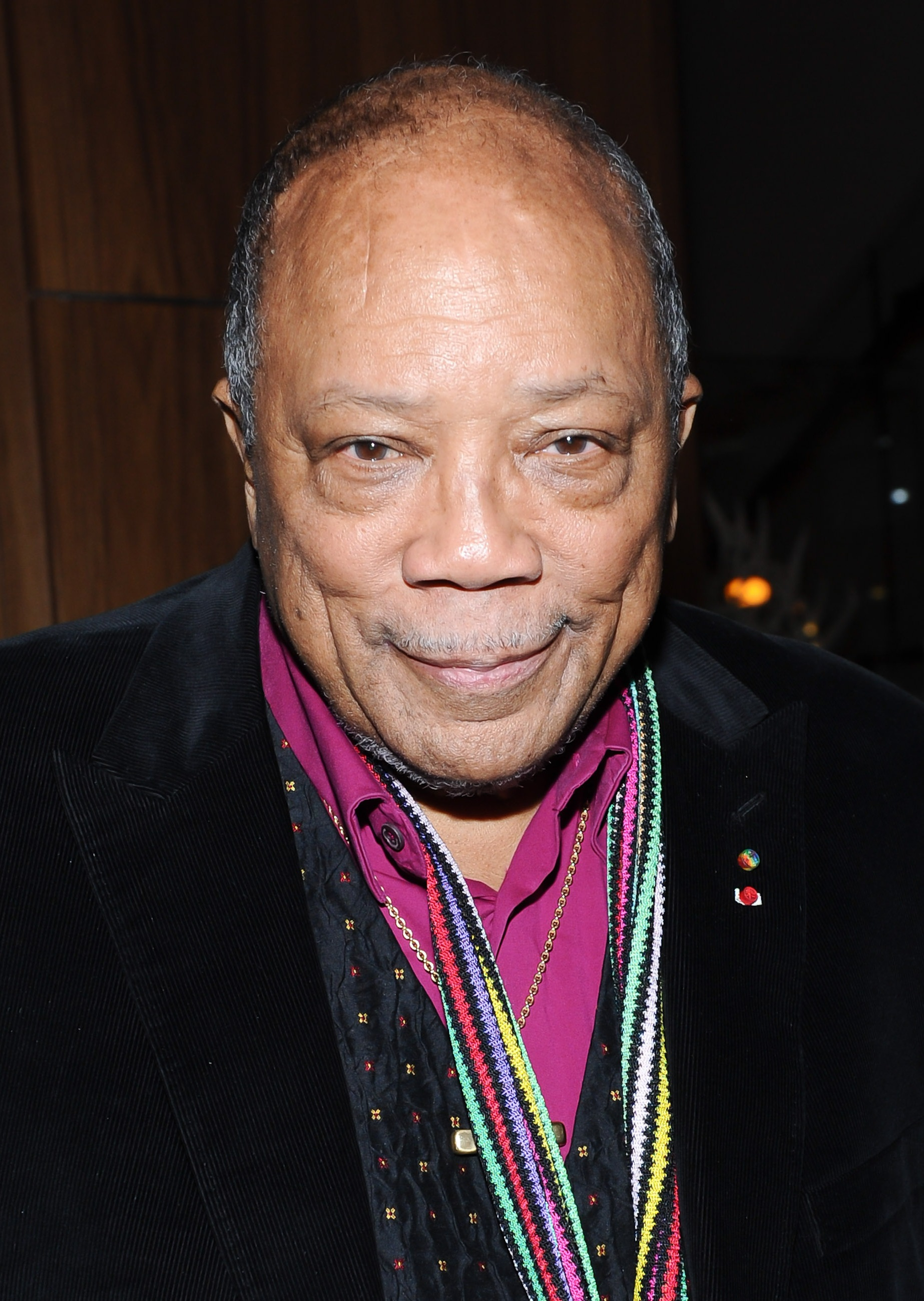
Quincy Jones; * 14. März

- 14. März: Quincy Jones, US-amerikanischer Musik-, Fernseh- und Filmproduzent und Musiker († 2024)

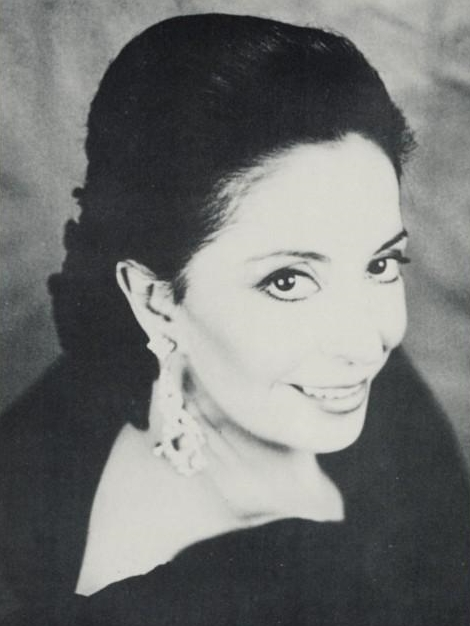
Teresa Berganza; * 16. März

- 16. März: Teresa Berganza, spanische Opernsängerin († 2022)
- 16. März: Jörg Ewald Dähler, Schweizer Dirigent, Cembalist und Komponist († 2018)
- 20. März: Alexander Gorodnizki, sowjetischer und russischer Dichter und Sänger
- 21. März: Victoria Eugenia, spanische Tänzerin und Choreografin († 2024)
- 21. März: Karlheinz Gaffkus, deutscher Tänzer, Schauspieler und Aufnahmeleiter († 2018)
- 24. März: Jozef Malovec, slowakischer Komponist († 1998)
- 28. März: Bernard Kruysen, niederländischer klassischer lyrischer Bariton († 2000)
- 30. März: William David Brohn, US-amerikanischer Arrangeur und Orchestrator († 2017)
- 31. März: Anita Carter, US-amerikanische Country- und Folk-Sängerin († 1999)

### April
- 05. April: Eugenia Ratti, italienische Opernsängerin († 2020)
- 07. April: Jean-Lou Vanderborght, belgischer Jazzpianist († 2022)
- 08. April: Jaroslav Smolka, tschechischer Komponist und Musikwissenschaftler († 2011)
- 09. April: Petko Radew, bulgarischer Klarinettist und Hochschullehrer († 2017)

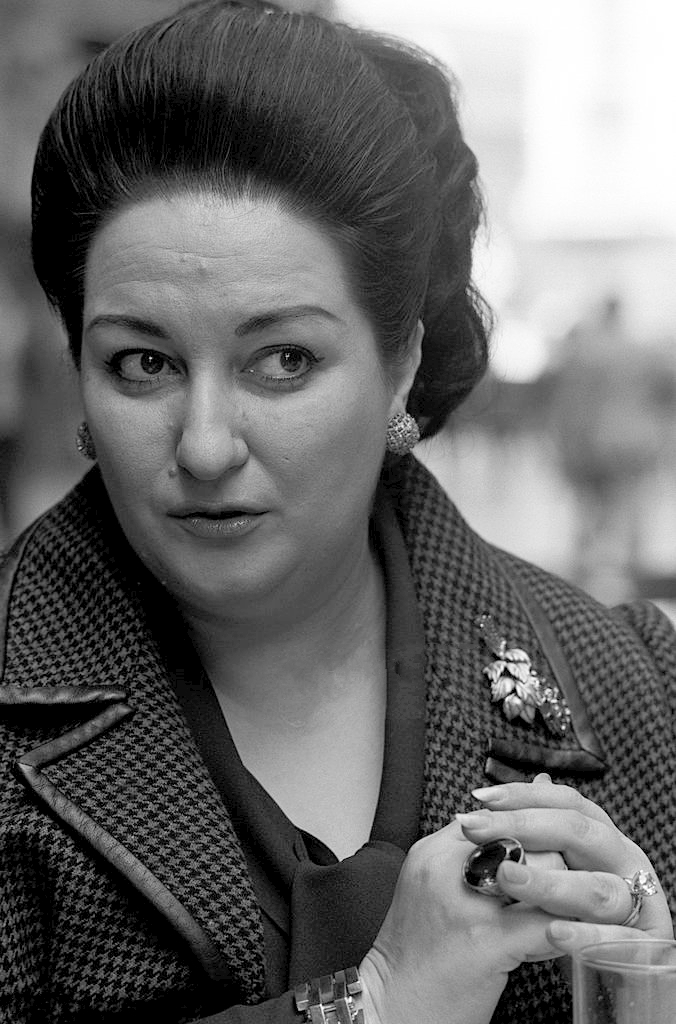
Montserrat Caballé; * 12. April

- 12. April: Montserrat Caballé, spanische Sängerin (Sopran) († 2018)
- 14. April: Kurt Huemer, österreichischer Sänger und Schauspieler († 2005)
- 14. April: Elenita Santos, dominikanische Sängerin
- 14. April: Morton Subotnick, US-amerikanischer Avantgarde-Musiker und Komponist
- 15. April: Roy Clark, US-amerikanischer Country-Musiker († 2018)
- 16. April: Perry Botkin junior, US-amerikanischer Komponist, Songwriter und Musikproduzent († 2021)
- 17. April: Loris Chobanian, armenisch-amerikanischer Komponist, Dirigent, Gitarrist und Musikpädagoge († 2023)
- 19. April: Niels Richard Hansen, dänischer Arzt und Jazzmusiker (Banjo) († 2006)
- 23. April: Bunky Green, US-amerikanischer Jazz-Saxophonist, Komponist und Arrangeur († 2025)
- 24. April: Hans Hirsch, deutscher Musik- und Medienwissenschaftler und Hochschullehrer († 2020)
- 24. April: Francesco Valdambrini, italienischer Komponist und Musikpädagoge († 2007)
- 24. April: Günther Weiß, deutscher Musikwissenschaftler, Dirigent, Musiker und Hochschullehrer († 2007)
- 25. April: Jerry Leiber, Musikproduzent († 2011)
- 28. April: Konrad Musalek, österreichischer Komponist und Musikpädagoge
- 28. April: Karl Heinz Wahren, deutscher Komponist und Pianist († 2021)
- 29. April: Heinz Lanzke, deutscher Musikwissenschaftler und Bibliothekar († 2015)
- 29. April: Rod McKuen, US-amerikanischer Singer-Songwriter, Lyriker und Komponist († 2015)
- 29. April: Willie Nelson, US-amerikanischer Country-Sänger und Songwriter
- 30. April: Reinhold Johannes Buhl, deutscher Musiker († 2021)

### Mai
- 01. Mai: Wayne Williams, US-amerikanischer Rockabilly-Musiker
- 03. Mai: James Brown, US-amerikanischer Musiker, Tänzer und Sänger, Godfather of Soul († 2006)
- 05. Mai: Manuel Mirabal, kubanischer Trompeter († 2024)
- 07. Mai: Martin Metz, rumäniendeutscher Kirchenmusiker und Komponist († 2003)
- 07. Mai: Nexhmije Pagarusha, albanische Sängerin († 2020)
- 08. Mai: Elio Boncompagni, italienischer Orchesterleiter († 2019)
- 11. Mai: Pavol Bagin, slowakischer Komponist und Dirigent († 2013)
- 11. Mai: Carlos Lyra, brasilianischer Musiker († 2023)
- 11. Mai: Aníbal de Peña, dominikanischer Sänger, Pianist und Komponist († 2023)
- 12. Mai: Ton Hartsuiker, niederländischer klassischer Pianist, Komponist und Musikpädagoge († 2015)
- 13. Mai: Martha Miyake, japanische Jazzsängerin († 2025)
- 15. Mai: Ronald Roseman, US-amerikanischer Oboist, Musikpädagoge und Komponist († 2000)
- 17. Mai: Thérèse Steinmetz, niederländische Chansonsängerin und Malerin
- 18. Mai: Raúl Iglesias, kubanischer Pianist und Musikpädagoge († 2004)
- 19. Mai: Antón García Abril, spanischer Komponist und Musikpädagoge († 2021)
- 21. Mai: Maurice André, französischer Trompeter († 2012)
- 25. Mai: Amanda Guerreño, argentinische Komponistin

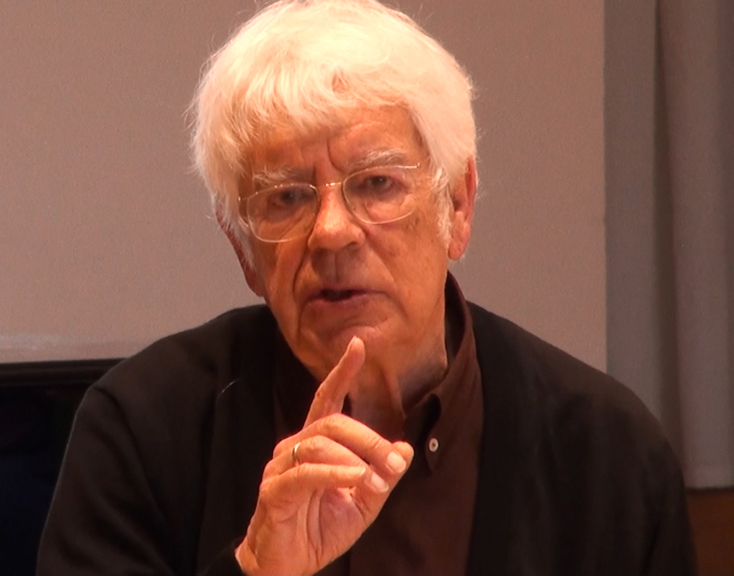
Helmuth Rilling; * 29. Mai

- 29. Mai: Helmuth Rilling, deutscher Dirigent und Pädagoge

### Juni
- 01. Juni: Jan Janca, deutsch-polnischer Organist und Komponist († 2023)
- 04. Juni: Amand Schwantge, deutscher Hornist († 2006)
- 06. Juni: Ferdinand Weiss, österreichischer Komponist, Dirigent und Musikpädagoge († 2022)
- 10. Juni: Cecilia Fusco, italienische Opernsängerin († 2020)
- 11. Juni: Nils Lindberg, schwedischer Pianist, Organist und Komponist († 2022)
- 15. Juni: Sergio Endrigo, italienischer Sänger und Cantautore († 2005)
- 15. Juni: Yulia Tsibulskaya, moldauische Komponistin
- 16. Juni: George McCormick, US-amerikanischer Country-Musiker († 2018)
- 16. Juni: Elisabeth Verlooy, belgische Opernsängerin (Sopran) († 2012)
- 17. Juni: Jean-Paul Mauric, französischer Chansonsänger († 1971)
- 18. Juni: Tommy Hunt, US-amerikanischer Rhythm-and-Blues-Sänger († 2025)
- 20. Juni: Hatto Beyerle, deutsch-österreichischer Kammermusiker und Dirigent († 2023)
- 22. Juni: Libor Pešek, tschechischer Dirigent († 2022)

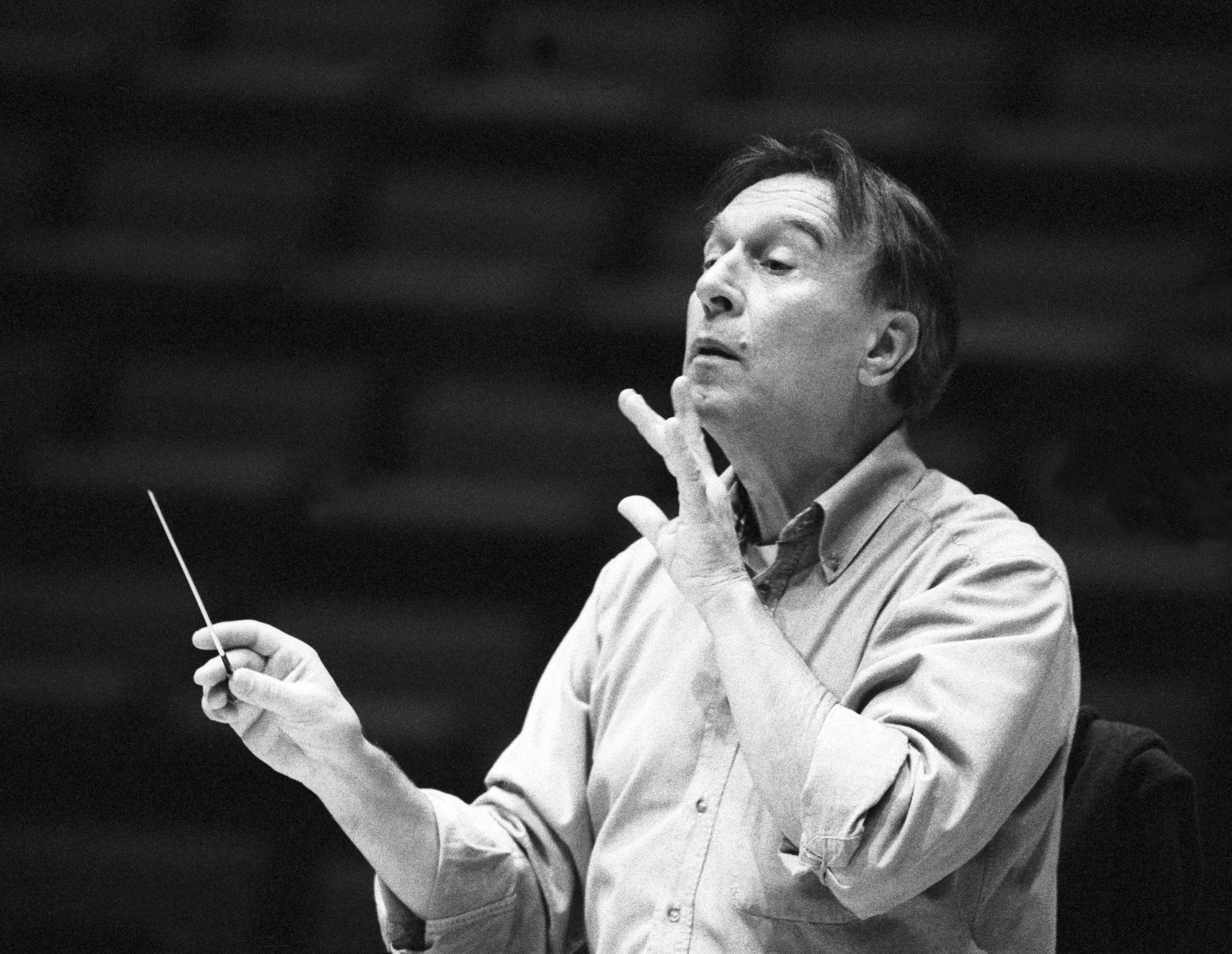
Claudio Abbado; * 26. Juni

- 26. Juni: Claudio Abbado, italienischer Dirigent († 2014)
- 28. Juni: Nora Orlandi, italienische Komponistin († 2025)

### Juli
- 01. Juli: Rashied Ali, US-amerikanischer Jazz-Schlagzeuger († 2009)
- 01. Juli: Félix Ayo, italienischer Violinist baskischer Herkunft († 2023)
- 02. Juli: David Lewin, US-amerikanischer Musiktheoretiker, Musikwissenschaftler, Pianist und Komponist († 2003)
- 04. Juli: Józef Stompel, polnischer Pianist und Musikpädagoge
- 05. Juli: Rolf Schill, deutscher Komponist und Kapellmeister († 1992)
- 07. Juli: J. J. Barrie, kanadischer Sänger und Songwriter
- 09. Juli: José Libertella, italienisch-französischer Bandoneonspieler, Komponist und Arrangeur († 2004)
- 10. Juli: Jumpin’ Gene Simmons, US-amerikanischer Country-, Rockabilly- und Rock-’n’-Roll-Musiker († 2006)
- 11. Juli: Atli Bjørn, dänischer Jazzmusiker († 1993)
- 12. Juli: Max Julien, US-amerikanischer Schauspieler und Musiker († 2022)

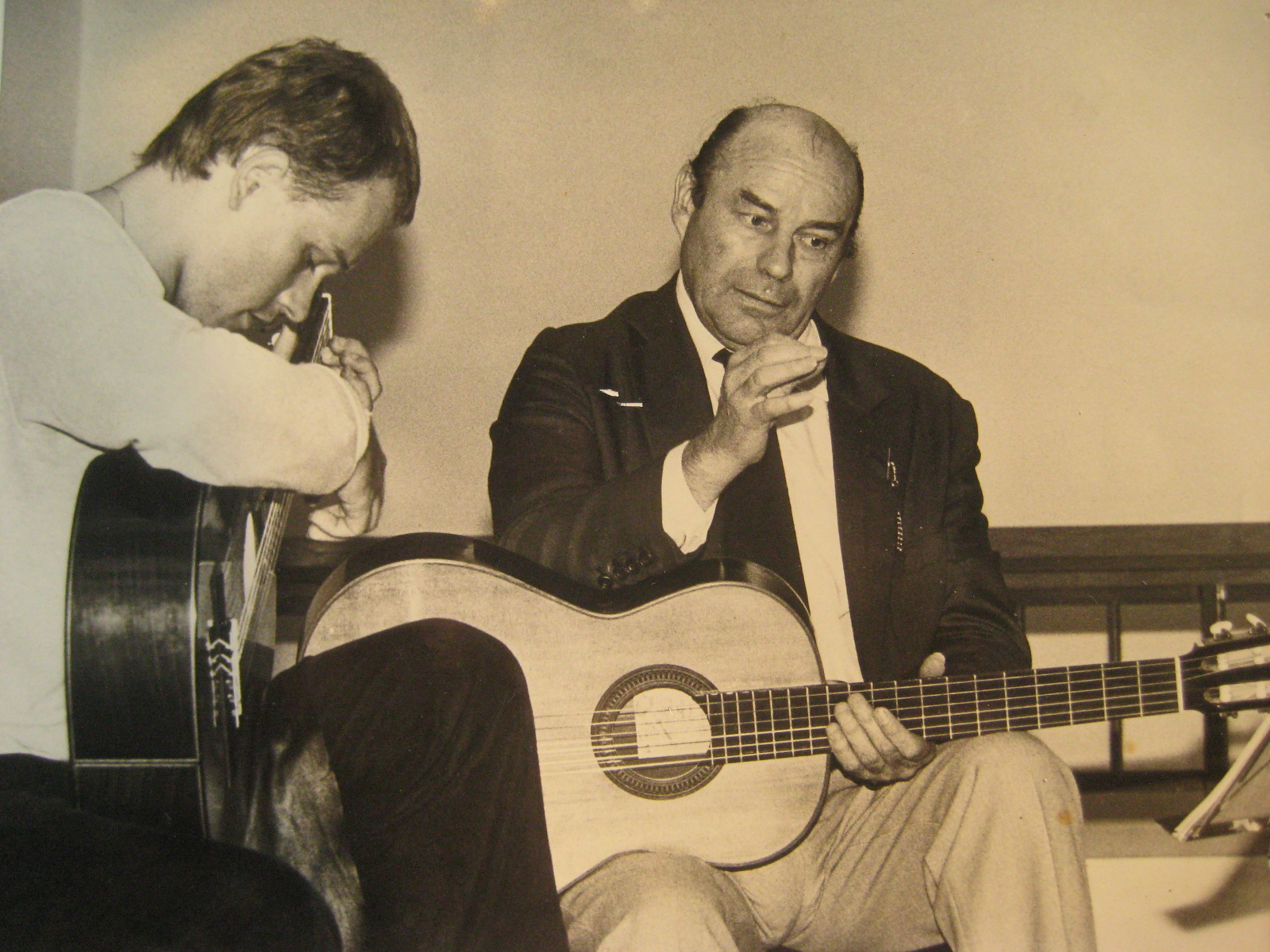
Julian Bream (rechts); * 15. Juli

- 15. Juli: Julian Bream, britischer Gitarrist († 2020)
- 16. Juli: Gerd Hammes, deutscher Komponist und Posaunist
- 17. Juli: Ben Riley, US-amerikanischer Jazz-Schlagzeuger († 2017)
- 20. Juli: José Vicente Asuar, chilenischer Komponist († 2017)
- 20. Juli: Buddy Knox, US-amerikanischer Sänger und Songwriter († 1999)
- 30. Juli: Paul de Senneville, französischer Komponist von Instrumentalmusik und Musikproduzent († 2023)

### August
- 01. August: Gilles Boizard, französischer Komponist († 1987)
- 04. August: Sonny Simmons, US-amerikanischer Jazzmusiker († 2021)
- 08. August: Ernesto Guarda Carrasco, chilenischer Komponist, Chordirigent und Pädagoge († 2014)
- 11. August: Tamás Vásáry, ungarischer Pianist und Musikpädagoge
- 11. August: Ellen Winther, dänische Opernsängerin (Sopran) und Schauspielerin († 2011)
- 15. August: Mike Seeger, US-amerikanischer Folkmusiker und Folklorist († 2009)
- 17. August: Monarco, brasilianischer Sänger und Komponist († 2021)
- 17. August: Ulrich Olshausen, deutscher Jazzjournalist und Musikproduzent († 2024)
- 20. August: Ted Donaldson, US-amerikanischer Schauspieler und Sänger († 2023)
- 21. August: Janet Baker, englische Mezzo-Sopranistin
- 21. August: Zbigniew Bujarski, polnischer Komponist († 2018)
- 21. August: Kadriye Nurmambet, rumänische Volksmusikerin († 2023)
- 22. August: Gertrud Freedmann, deutsche Opern-, Operetten- und Konzertsängerin (Sopran) († 2021)
- 22. August: Robert Hale, US-amerikanischer Opernsänger († 2023)
- 25. August: Roberto De Simone, italienischer Komponist, Theatermann, Autor († 2025)

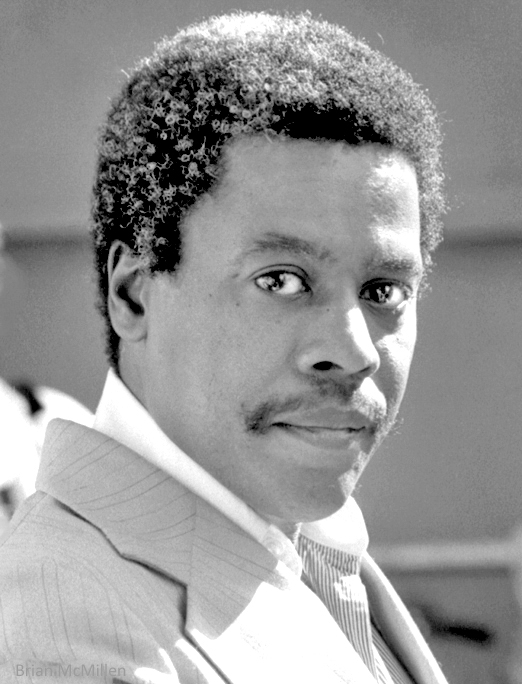
Wayne Shorter; * 25. August

- 25. August: Wayne Shorter, US-amerikanischer Jazz-Saxophonist und -Komponist († 2023)
- 26. August: Ida Gotkovsky, französische Komponistin und Pianistin

### September
- 01. September: Conway Twitty, US-amerikanischer Sänger († 1993)
- 03. September: Roland Kayn, deutscher Komponist († 2011)
- 04. September: Chico Novarro, argentinischer Cantautor († 2023)
- 06. September: Buzz Busby, US-amerikanischer Rockabilly- und Bluegrass-Musiker († 2003)

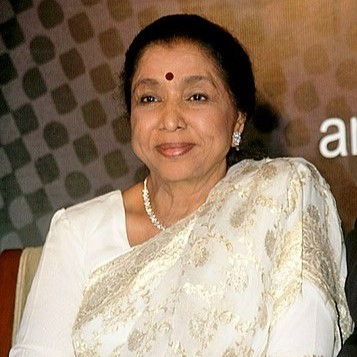
Asha Bhosle; * 8. September

- 08. September: Asha Bhosle, indische Playbacksängerin
- 08. September: Lea Foli, kanadischer Geiger und Musikpädagoge († 2024)
- 08. September: Eric Salzman, US-amerikanischer Komponist († 2017)
- 10. September: Hanna Aroni, israelische Sängerin
- 12. September: Jewel Akens, US-amerikanischer Sänger († 2013)
- 13. September: Lewie Steinberg, US-amerikanischer Musiker († 2016)
- 14. September: Zoe Caldwell, australische Schauspielerin und Theaterregisseurin († 2020)
- 14. September: Vinicio Franco, dominikanischer Sänger († 2020)
- 15. September: Rafael Frühbeck de Burgos, spanischer Dirigent († 2014)
- 17. September: Angelica May, deutsche Cellistin und Musikpädagogin († 2018)
- 18. September: Leonid Charitonow, sowjetisch-russischer Bassbariton und Solist des Alexandrow-Ensembles († 2017)
- 18. September: Manfred Niehaus, deutscher Komponist, Bratschist und Dirigent († 2013)
- 18. September: Jimmie Rodgers, US-amerikanischer Popmusik-Sänger († 2021)
- 19. September: David McCallum, britischer Schauspieler, Musiker und Komponist († 2023)
- 23. September: Elisabeth Schwarzenberg, österreichische Opernsängerin († 2004)
- 25. September: Maxl Graf, deutscher Schauspieler und Sänger der volkstümlichen Musik († 1996)
- 25. September: Ian Tyson, kanadischer Country- und Folk-Sänger († 2022)
- 25. September: Erik Darling, US-amerikanischer Sänger und Musiker († 2008)
- 26. September: Rudolf Scholz, österreichischer Organist und Musikpädagoge († 2012)

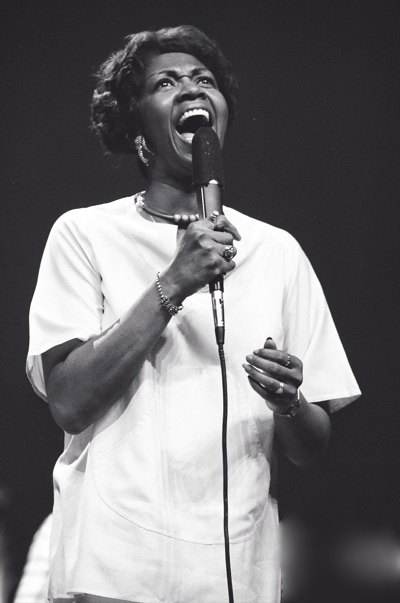
Cissy Houston; * 30. September

- 30. September: Cissy Houston, US-amerikanische Gospel- und Soul-Sängerin († 2024)
- 30. September: Don Willis, US-amerikanischer Rockabilly-Musiker († 2006)

### Oktober
- 01. Oktober: Pozzi Escot, US-amerikanische Komponistin
- 02. Oktober: Phill Niblock, US-amerikanischer Künstler und Komponist († 2024)
- 03. Oktober: Jiro Inagaki, japanischer Jazz- und Fusionmusiker († 2024)
- 05. Oktober: Billy Lee Riley, US-amerikanischer Musiker und Sänger († 2009)
- 05. Oktober: Georg Sava, rumänisch-deutscher Pianist († 2024)
- 07. Oktober: Jerry H. Bilik, US-amerikanischer Komponist und Hochschullehrer
- 08. Oktober: Maurice Altenbach, Schweizer Musikpädagoge, Komponist und Cellist († 2005)
- 10. Oktober: Gloria Coates, US-amerikanische Komponistin († 2023)
- 10. Oktober: Arlette Didier, französische Schauspielerin und Musicaldarstellerin
- 17. Oktober: Campbell Trowsdale, kanadischer Geiger und Musikpädagoge

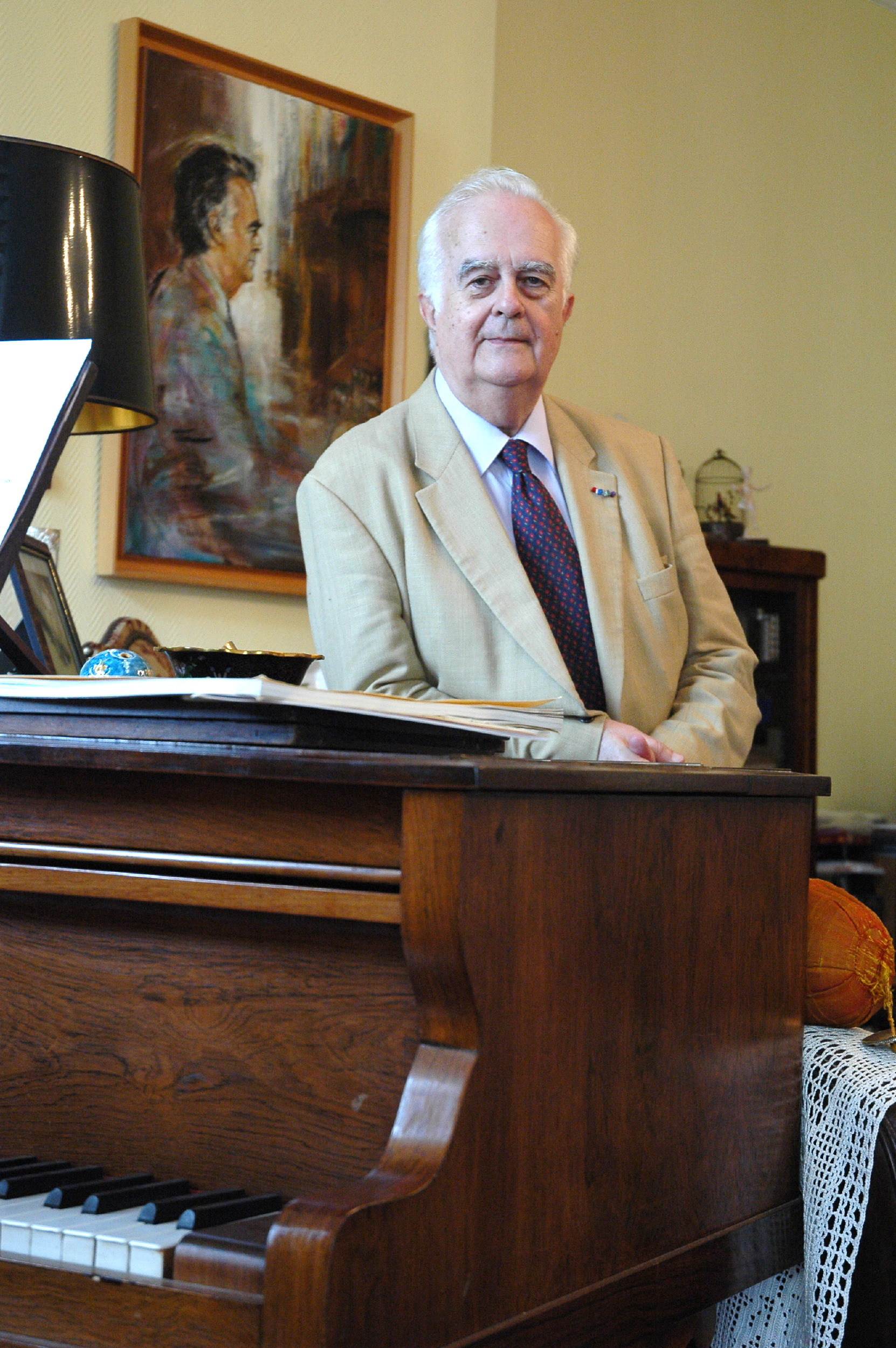
Jacques Charpentier; * 18. Oktober

- 18. Oktober: Jacques Charpentier, französischer Komponist und Organist († 2017)
- 20. Oktober: Hilda Herrera, argentinische Pianistin, Komponistin und Musikpädagogin
- 24. Oktober: Earl Anderza, US-amerikanischer Altsaxophonist († 1982)
- 27. Oktober: Floyd Cramer, US-amerikanischer Pianist und Komponist, Vertreter der Country-Musik († 1997)
- 30. Oktober: Johanna von Koczian, deutsche Schauspielerin, Sängerin, Schriftstellerin und Synchronsprecherin († 2024)
- 00. Oktober: Harold Jefta, südafrikanischer Jazzmusiker († 2024)

### November

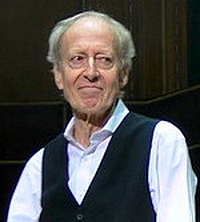
John Barry; * 3. November

- 03. November: John Barry, britischer Filmkomponist († 2011)
- 04. November: Juri Ter-Ossipow, armenisch-sowjetischer Komponist († 1986)
- 07. November: Daniza Mastilović, jugoslawische Opernsängerin († 2023)
- 10. November: Bobby Rush, US-amerikanischer Blues-Musiker

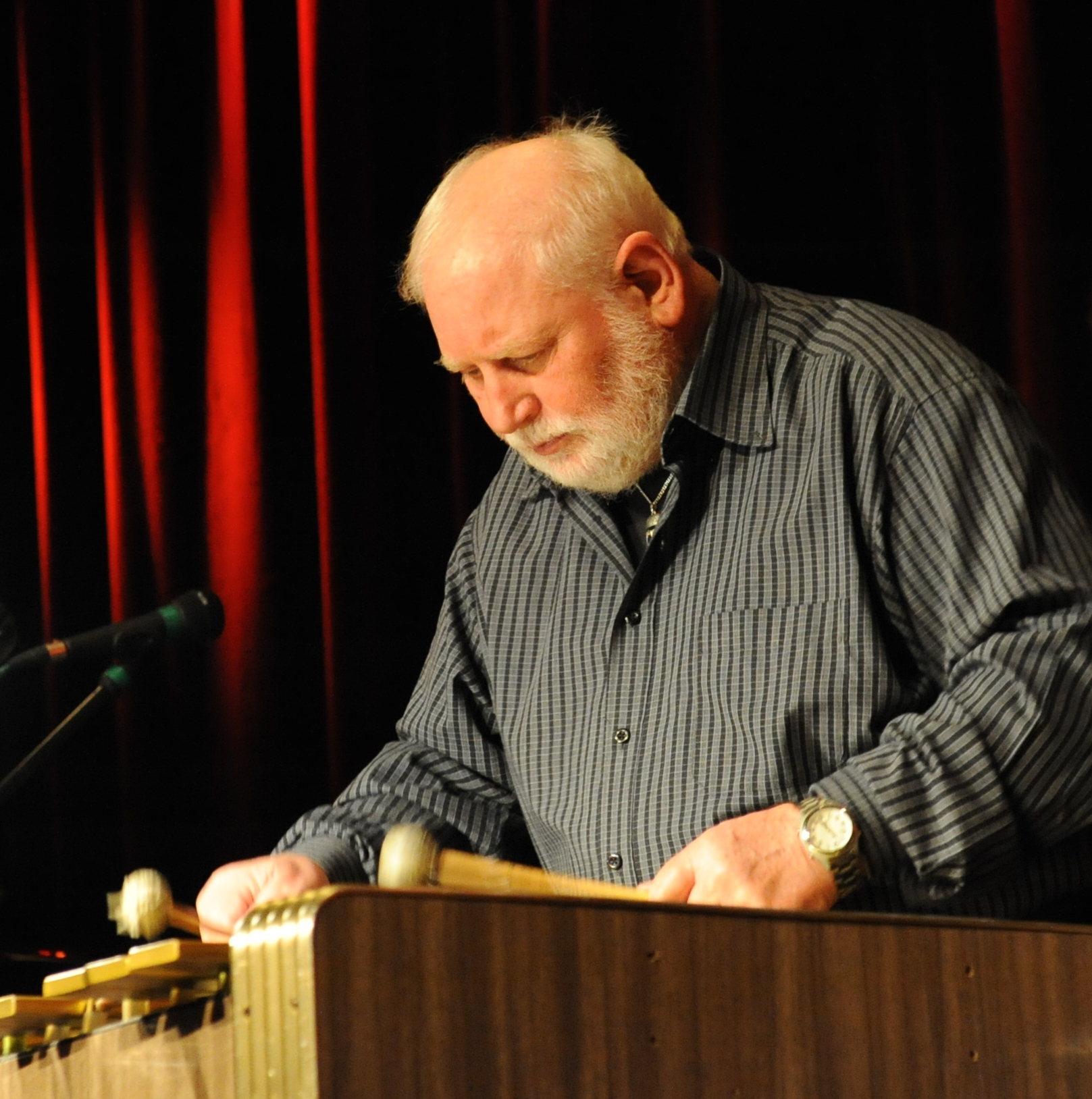
Wolfgang Schlüter; * 12. November

- 12. November: Wolfgang Schlüter, deutscher Jazzmusiker († 2018)
- 15. November: Siegfried Schubert-Weber, deutscher Pianist
- 16. November: Lee Burswold, US-amerikanischer Komponist, Pianist und Musikpädagoge († 2017)
- 18. November: Charlotte Moorman, US-amerikanische Musikerin († 1991)
- 19. November: Siegfried Behrend, deutscher Gitarrist und Komponist († 1990)
- 23. November: Clémence DesRochers, kanadische Schauspielerin, Singer-Songwriter und Schriftstellerin

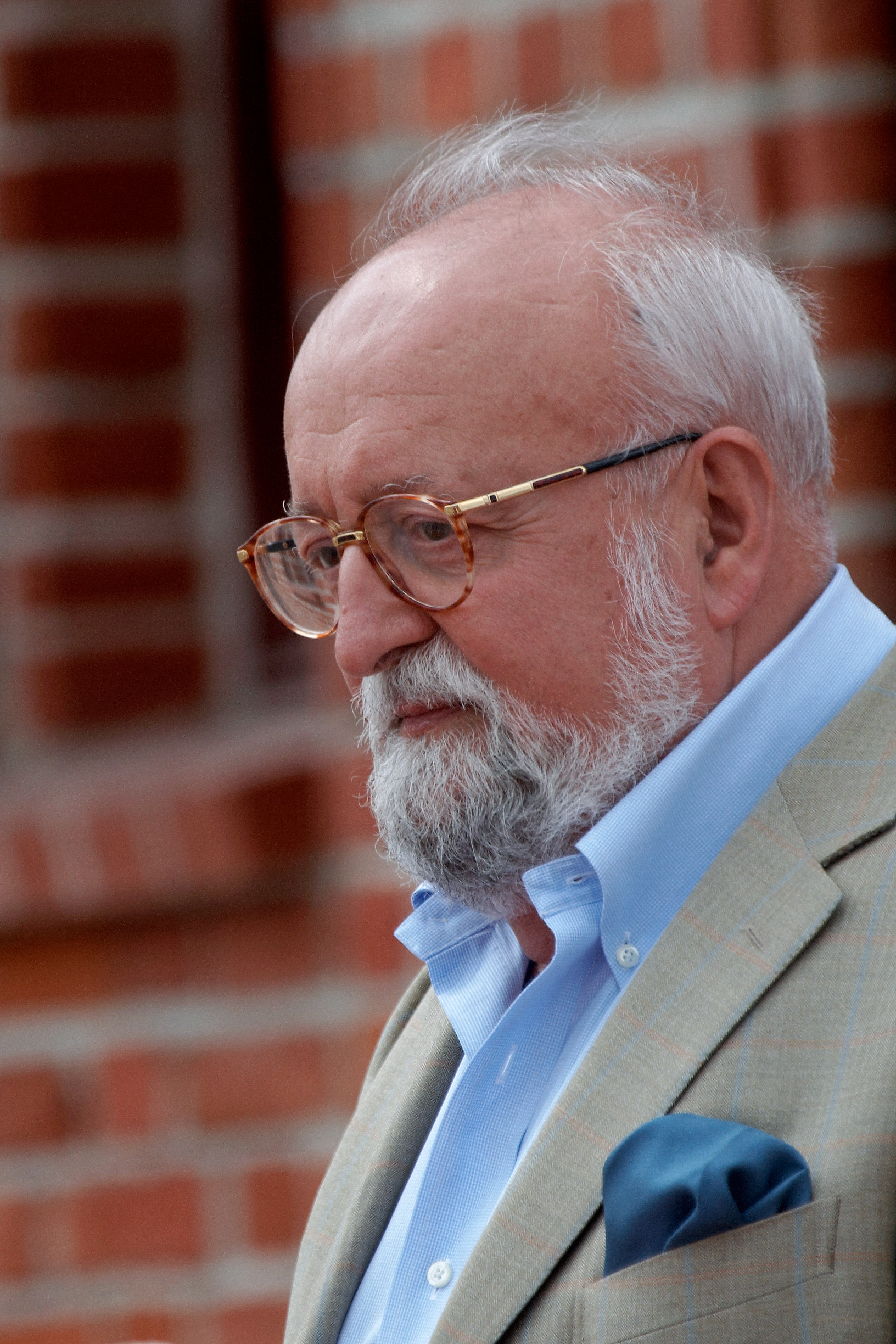
Krzysztof Penderecki; * 23. November

- 23. November: Krzysztof Penderecki, polnischer Komponist († 2020)
- 24. November: Bob Barnard, australischer Jazzmusiker († 2022)
- 29. November: Peter Baillie, neuseeländischer Operntenor († 2025)
- 29. November: John Mayall, britischer Bluesmusiker († 2024)
- 30. November: Gerda Prochaska-Stolze, deutsche Opernsängerin († 2022)

### Dezember
- 01. Dezember: Jimmy Lyons, US-amerikanischer Jazzsaxophonist († 1986)
- 01. Dezember: Lou Rawls, US-amerikanischer Jazz- und Soulsänger († 2006)
- 04. Dezember: Wink Martindale, US-amerikanischer Fernsehmoderator und DJ († 2025)
- 05. Dezember: Bernard van Beurden, niederländischer Komponist und Musiker († 2016)
- 06. Dezember: Henryk Mikołaj Górecki, polnischer Komponist († 2010)
- 09. Dezember: Irma Serrano, mexikanische Musikerin, Schauspielerin, Drehbuchautorin und Filmproduzentin († 2023)
- 10. Dezember: Ernst-Ludwig Petrowsky, deutscher Jazzmusiker († 2023)
- 12. Dezember: Manu Dibango, kamerunischer Saxophonist, Vibraphonist und Pianist († 2020)
- 13. Dezember: Borah Bergman, US-amerikanischer Jazzpianist († 2012)
- 14. Dezember: Leo Wright, US-amerikanischer Jazz-Klarinettist († 1991)
- 16. Dezember: Ron Anthony, US-amerikanischer Jazzmusiker († 2021)
- 16. Dezember: Johnny Hammond Smith, US-amerikanischer Jazzmusiker († 1997)
- 17. Dezember: Walter Buczynski, kanadischer Pianist, Komponist und Musikpädagoge
- 18. Dezember: Lonnie Brooks, US-amerikanischer Blues-Gitarrist († 2017)
- 20. Dezember: Gordon Getty, US-amerikanischer Unternehmer, Mäzen und Komponist
- 25. Dezember: Carol Ann Leigh, US-amerikanische Blues- und Jazzsängerin († 2020)
- 26. Dezember: Billy Bean, US-amerikanischer Jazz-Gitarrist († 2012)
- 29. Dezember: Milly Scott, niederländische Sängerin und Fernseh-Schauspielerin
- 31. Dezember: Elisa Gabbai, israelische Sängerin († 2010)

### Genaues Geburtsdatum unbekannt
- Nelly Ben-Or, polnisch-jüdische Pianistin und Musikpädagogin
- Pedro Ignacio Calderón, argentinischer Dirigent
- Yves Chamberland, französischer Tonmeister und Jazzproduzent († 2023)
- Wally Kane, US-amerikanischer Jazz- und Studiomusiker († 2021)
- Gerhard Michaelis, deutscher Musiker, Komponist, Musiklehrer und Chorleiter († 2022)
- Frank Owens, US-amerikanischer Pianist und Keyboarder († 2023)
- Mike Peters, britischer Jazzmusiker († 2023)
- Georges Pilloud, Schweizer Sänger und Radiomoderator († 1997)
- Babs Robert, belgischer Jazzmusiker
- Pepi Scherfler, österreichischer Musiker, Arrangeur und Komponist († 2010)
- Herbert Schier, deutscher Komponist, Musikredakteur und Produktionsleiter († 2020)
- Raymond Wentworth, US-amerikanischer Sänger und Komponist

## Gestorben

### Januar bis Juni
- 06. Januar: Bessie Tucker, US-amerikanische Blues-Sängerin und Songwriterin (* um 1906)
- 09. Januar: Giuseppe Terrabugio, italienischer Organist, Komponist und Kirchenmusiker (* 1842)
- 15. Januar: Eugen Robert Weiss, deutscher Kammersänger & Akademieprofessor (* 1863)
- 20. Januar: Adolf Krössing, österreichischer Opernsänger (Tenorbuffo) (* 1848)
- 25. Januar: Honoré Vaillancourt, kanadischer Sänger (Bariton) (* 1892)
- 01. Februar: Ernst Rabich, deutscher Chordirigent, Organist, Komponist, Musikpädagoge und Musikschriftsteller (* 1856)
- 07. Februar: Henri Viotta, niederländischer Dirigent und Musikwissenschaftler (* 1848)
- 08. Februar: Heinrich Klein, deutscher Opernsänger und Intendant (* 1845)
- 10. Februar: Arno Julius Reichert, deutscher Bibliothekar, Sänger und Komponist (* 1866)
- 11. Februar: Jean Paul Ertel, deutscher Komponist (* 1865)
- 04. März: Blind Willie Walker, US-amerikanischer Blues-Gitarrist und Sänger (* 1896)
- 06. März: Alexandrine Armfelt, russische bzw. sowjetische Komponistin (* 1866)
- 14. März: Anny Ahlers, deutsche Sängerin und Schauspielerin (* 1907)
- 15. März: Ida von Scheele-Müller, deutsche Opernsängerin (* 1862)
- 20. März: Jefferson De Angelis, US-amerikanischer Schauspieler und Sänger (* 1859)
- 20. März: Gottfried Stommel, deutscher Dramatiker, Schriftsteller und Librettist (* 1847)
- 30. März: Tito Ricordi, italienischer Musikverleger (* 1865)
- 09. April: Sigfrid Karg-Elert, deutscher Komponist und Musiktheoretiker (* 1877)
- 12. April: Lola Artot de Padilla, französisch-spanische Sopranistin (* 1876)
- 18. April: Srećko Albini, kroatischer Komponist, Dirigent und Musikredakteur (* 1869)

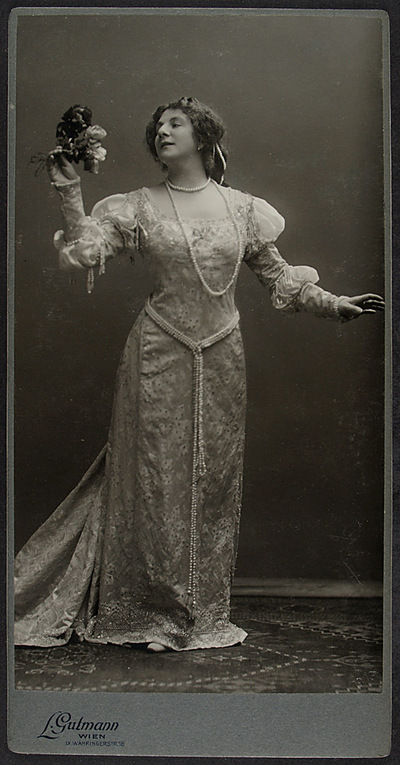
Berta Kiurina; † 4. Mai

- 04. Mai: Berta Kiurina, österreichische Opernsängerin (* 1882)
- 22. Mai: Emil Oberhoffer, US-amerikanischer Dirigent, Komponist und Musikpädagoge (* 1867)
- 26. Mai: Jimmie Rodgers, US-amerikanischer Blues und Country-Musiker (* 1897)
- 12. Juni: Olga Erastowna Osarowskaja, russische bzw. sowjetische Folkloristin (* 1874)

### Juli bis Dezember
- 05. Juli: Charles Sumner Warren, kanadischer Orgelbauer (* 1842)
- 13. Juli: Alexandre Laurendeau, kanadischer Klarinettist, Oboist und Musikpädagoge (* 1870)
- 15. Juli: Freddie Keppard, US-amerikanischer Kornettist (* 1890)
- 16. Juli: Jean Blake Coulthard, kanadische Pianistin und Musikpädagogin (* 1882)

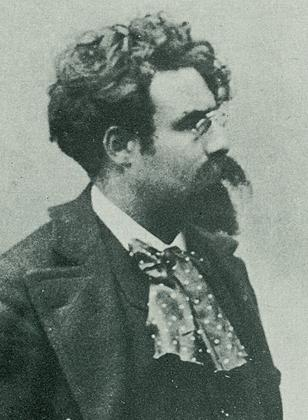
Louis Abbiate; † 23. Juli

- 23. Juli: Louis Abbiate, französischer Komponist und Cellist (* 1866)
- 23. Juli: Friedrich Schwarz, österreichischer Komponist und Textdichter (* 1895)
- 00. Juli: José del Hierro, spanischer Geiger, Musikpädagoge und Komponist (* 1864)
- 13. August: Paul Hillemacher, französischer Komponist und Pianist (* 1852)
- 19. August: Anton Witek, tschechisch-deutscher Violinist, Konzertmeister und Musikpädagoge (* 1872)
- 23. August: Marie Cahill, US-amerikanische Schauspielerin und Sängerin (* 1866)
- 28. August: Georgi Konjus, russischer Komponist (* 1862)
- 06. Oktober: Sachari Paliaschwili, georgischer Komponist (* 1871)
- 16. Oktober: Maurice Renaud, französischer Sänger (* 1861)
- 27. Oktober: Julius Klengel, deutscher Cellist (* 1859)
- 05. November: Texas Guinan, US-amerikanische Schauspielerin und Nachtclubbesitzerin (* 1884)
- 06. Dezember: Auguste Chapuis, französischer Komponist, Organist und Musikpädagoge (* 1858)
- 10. Dezember: Claver Casavant, kanadischer Orgelbauer (* 1855)
- 14. Dezember: Constantin Mandicevschi, österreichischer Lehrer und Bibliothekar rumänischer Herkunft (* 1859)
- 16. Dezember: Adalgisa Gabbi, italienische Opernsängerin (* 1857)
- 16. Dezember: Everett Ellsworth Truette, US-amerikanischer Organist, Komponist, Musikverleger und Autor (* 1861)
- 20. Dezember: Adelaide Milanollo, deutsche Violinistin und Musikpädagogin italienischer Herkunft (* 1870)

### Genaues Todesdatum unbekannt
- William Boosey, englischer Musikveranstalter und -verleger (* 1864)
- Leticia Euroza, mexikanische Komponistin (* 1888)

### Gestorben um 1933
- Marija Romanowytsch, ukrainische Schauspielerin und Operettensängerin (* 1852)